# サンクチュアリ -聖域-
『サンクチュアリ -聖域-』（サンクチュアリ せいいき）は、Netflixが日本で製作し、2023年5月4日より全世界で配信中の大相撲を題材としたオリジナルWebドラマ。主演は一ノ瀬ワタル。

## 概要
2020年12月7日にNetflixより製作および配信が発表された。
監督は江口カン、脚本は金沢知樹が務めるが、両者のコンビは江口の商業映画初監督作品である『ガチ星』以来となる。
主演の一ノ瀬はオーディションによって選出された。本作が初の主演作品となる。力士役を演じる全ての俳優陣は、専門家の指導の下、1年間に及ぶ肉体改造や相撲の稽古を行ったという。
Netflixは2021年4月より日本における実写オリジナル作品の制作の拠点として東京都世田谷区の東宝スタジオと複数年の賃貸契約を結んでおり、本作についても東宝スタジオにて撮影が行われた。
作品中「親方に乱暴な態度を取る弟子」「坂道を走るトレーニング」「小指での懸垂」など、実際の大相撲では到底有り得ないフィクション描写も見られる（元臥牙丸も自身のYouTubeチャンネルで指摘している）。

## あらすじ

### プロローグ
借金による家庭崩壊の中で足掻く不良の小瀬清は、猿将部屋の猿将親方にスカウトを受け、金を稼ぐために上京し力士となる。センスはあるものの品性も敬意もない彼の態度に、周囲の人々の多くは嫌悪感をあらわにする。
初めての給料日。期待した額よりもはるかに少なかったことに憤慨した清は、大暴れした挙句にボコボコに折檻されて、勢いで部屋を逃げ出す。しかし、同門の清水の説得を受けて心境が変わり、力士を続けることになる。(第1話まで)

### 序盤
部屋に戻ってからも、相変わらずふてぶてしい態度の清への、兄弟子の猿河らによる虐待にも似たしごきや嫌がらせは止まらなかった。そんな中で出会ったホステスの七海と、同じ北九州出身であったことから意気投合した清は、束の間の心の安らぎを得る。
ある日、父が事故で倒れ、意識はあるが動くことも話すこともできない状態になったことを知る。入院費用を一切払うつもりはない、と宣言する母の代わりに、多額の費用を工面する必要ができた清は、本腰を入れて相撲に取り組むこととなる。
そのころ、夜更けに公園で桜を見上げ佇む力士・静内を見かけた清は、彼をからかいつつもコーヒーを奢って僅かな交流を交わした。静内もそんな清を邪険にすることなく、共に煙草を吸うなど、静かな交流を重ねる。(第2話まで)
その後、清なりの努力を見た猿将は、彼に『猿桜』の四股名を授けた。「ダサい」と笑いつつも清は猿桜として新人戦にあたる5月場所に挑み、優勝決定戦まで勝ち進む。実は最後の一番には、猿将を毛嫌いする犬嶋親方らによって猿桜を負傷させるための罠が仕組まれていたのだが、罠のことを見抜いた猿将親方のアドバイスにより、猿桜はそれを逆手に取って、犬嶋親方の腰巾着である馬山親方に見事逆襲する。
その夜、七海と優勝祝いの杯を傾けていた猿桜は、若きIT長者・村田と出会う。猿桜のタニマチになりたいと申し出る村田。彼の言動には所どころ不快感を覚えつつも、潤沢な資金力には抗えず、猿桜はそれを受け入れた。(第3～4話まで) 

### 中盤
番付も幕下へと昇進し、地位と女、金も手に入れた猿桜は慢心。稽古中、彼を高く買っており活を入れようとしてくれた同部屋の古参力士・猿谷に、力士生命に関わるほどの怪我を負わせてしまう。事件とは無関係にかねてより引退を考えていた猿谷は、猿桜を気遣う言葉を掛けるも、猿桜の心には罪悪感が残り、さらに周囲からも孤立してしまうのだった。(第5話まで)
そんな中で迎えたのは、あの‟桜の下の力士”静内との一番。猿桜は静内の張り手による猛攻に遭い、右耳を千切られ意識を失うほどの重傷を負う。耳は手術をして完治するも、以降は誰と戦っても顔面付近を狙われると恐怖で取り乱してしまうなど心的外傷が残った猿桜は、力士として絶望的状況に陥るのだった。
犬嶋親方は、これを機に完全に猿将部屋を葬ろうと、馬山部屋を使い出稽古の形で猿将部屋の力士連中を痛めつける。その際、あまりの侮辱に猿桜が逆上して桶を投げつけて乱闘になる。(第6話まで)

### 終盤
猿桜が引き起こした乱闘が「暴力事件」だと問題視され、もはや彼の解雇は避けられないものとなった。さらに、以前に美女たちの前で失禁させられて恥をかかされたことから猿桜を逆恨みした村田により、恋人である七海を寝取られたところを見せつけられて、猿桜はそれまでの全てを失ってしまう。
猿将部屋の女将・花の根回しで解雇が取り下げられるも、完全に自信を喪失した彼は、自ら部屋を去る決意をする。ところがそんな彼を止めたのは、これまで彼と彼の父を邪険に扱ってきた母だった。「父親のために相撲で稼げ」と母は猿桜をビンタを張り続けて激しく叱咤したことで、張り手のトラウマから打ち勝つことに成功する。
その日から、猿桜は必死で稽古に取り組む。この頃から敬語を使うようになり、猿将や猿谷に素直に教えを請い、猿将の現役時代の取組の型を取り入れるなど強くなるための努力を惜しまない彼の姿は、怠惰だった周囲の力士たちをも変えてゆく。そして、再び馬山部屋の出稽古を迎えるも、今度は実力伯仲となった上、猿桜は勝利を収めるのだった。(第7話まで)

### ラスト
迎えた静内とのリベンジマッチ。仲間たちの檄と、清水や観客らの声援を受け、闘志に満ちた猿桜。向かい合った両者は、土俵の上でこれまでの人生を回顧し、激しくぶつかり合ったところで物語は終わりを告げる。(第8話まで)

## キャスト

### 主要人物
小瀬清（おぜ きよし）/ 猿桜（えんおう）
演 - 一ノ瀬ワタル（少年時代：政時鉄之佑）
猿将部屋の力士。北九州市門司区出身。物語中の最高位番付は幕下。柔道を経験した優れた格闘センスと恵まれた体格の持ち主だが、もっぱらそれらはカツアゲや喧嘩に使われている札付きの不良であった。性格は傲慢かつ粗暴だが、女に奥手だったり、からかった相手には詫びのつもりかコーヒーを奢るなど、どこか愛嬌もある。
幼少期に借金が原因で家庭が崩壊し、貯めた金で父・浩二の寿司屋を取り戻そうとしているが、目標金額には遠く及ばず腐っていたところに、猿将のスカウトを受けて相撲部屋に入る。当初から相撲をバカにしており、入門してからも敬意や品格は一切見られない。当然、部屋内外でも蛇蝎のごとく嫌われており、いじめ同然のしごきを受けるも、本人も挑発で返す始末であった。そうした態度が仇となって、静内に右耳を張り手で引き千切られ惨敗した後は完全に孤立するが、立ち直った後は真面目さを見せるようになり、最終的には周囲を良い方向に変えていくことになった。破竹の勢いで連勝を重ねる姿は、敵味方問わずどこか心を沸かせる魅力もあり、全く相撲に興味のなかった記者の飛鳥や、目の敵にしていた犬嶋親方の心をも動かしていく。
物語終盤まで髷を結わずに場所に出ていたが、デビュー間もない力士がまだ髪が伸びずに長髪のままでいることはよくあることである。実際に2024年初場所で入幕した大の里泰輝は、同年の3月場所まで髷が結えず長髪のままであった。
清水（しみず）/ 正喜（まさき）
演 - 染谷将太
猿将部屋の力士。清とは正反対に相撲愛に溢れているが、体格に恵まれず、早々に力士としての未来を諦めていた。清と共に部屋から抜け出した後、力士として未来がある清を説得し、彼を留めることに成功する。これを機に清とも仲が良くなった。その後は力士を引退し実家に帰った時に女将に説得されて呼出となり、清たちと再会。以降は猿将部屋付の呼出「正喜」として相撲界と関わってゆく。
国嶋飛鳥（くにしま あすか）
演 - 忽那汐里
関東新聞社の相撲担当記者。帰国子女で、昨今の価値観にそぐわない相撲界の常識は変わるべきだと感じている。元は政治部にいたが、強引な取材、それを上司に庇ってもらえなかったことがきっかけで人事異動を受けた。猿将部屋の稽古の視察中に猿河を怒らせたことを（結果的に）庇った清と出会い、彼の相撲を見るうちに興味を惹かれていき、彼を守るために犬嶋親方に土下座をするほどにのめり込むようになる。清の入院中に七海といざこざを起こすなど、異性としても清をほのかに意識している。

### 角界

#### 猿将部屋
猿将親方（えんしょうおやかた）
演 - ピエール瀧
清（猿桜）の師匠、猿将寛一。清の才能を見初め、相撲の世界にスカウトする。現役時代の四股名は猿風（えんふう）で、最終的な番付は大関。低い姿勢から鋭く当たる取組が得意であり、名力士と謳われていた。
問題行動ばかりの清にはたびたび手を焼かされており、時には彼が恐怖を覚えるほどの剣幕で叱りつけることもあるが、基本的には気に入っており、なんとか解雇されないよう手を尽くす。古くから世話をしていた猿谷のことを実の息子のように考えており、断髪式の際にその胸中を語った。
花（はな）
演 - 小雪
女将。優しい態度は清からも慕われている。
実は大相撲協会の理事長を務める熊田の隠し子であり、時には彼の権力を使ったり、昔の関係で龍谷親方を動かしたりと、底知れない人物。
猿谷（えんや）
演 - 澤田賢澄（若い頃：鈴木海希）
本名：服部忍（はっとり しのぶ）。三重県伊賀市出身。清の兄弟子にあたる力士。元小結。関脇に昇進間近で膝を痛めてしまい、一時は番付を落とすが、再び幕下まで上り詰める。傲慢ながらも才能を感じさせる清を内心で気に入っており、しごきつつも的確なアドバイスを授ける。
その後、再び十両昇進に成功するが、ケガの悪化により再度幕下に降格。限界を感じ引退を決意する。しかしそれを周囲に明かす前に、清との稽古中に膝を負傷。静内との一番でも完敗し、ついに引退することとなった。引退後は部屋付き親方として後進の指導にあたる。相撲に対して前向きになった清に、まわしを切られないよう小指の重要性を教える。
猿空（えんくう）
演 - 石川修平
清の兄弟子。幕下。猿谷への憧れから、彼に追い付こうと努力を重ねる。猿谷が目をかけている清に嫉妬し、自らの匿名アカウントで清を罵倒する発言を投稿し憂さを晴らすなど徐々に不安定になってゆくも、猿谷に諭されたことや清の奮起を受けて、心意気を新たにする。猿谷の断髪式の際、「もう俺を追うな、お前だけの相撲を追え」と激励を受け落涙。最終話では、部屋を代表して静内とのリベンジマッチに臨む清の背中を、張って激励した。
猿河（えんが）
演 - 義江和也
清の兄弟子。三段目。体毛が濃いのが特徴。礼儀のなっていない清を当初から良く思っておらず、事あるごとに高橋とつるんでつらく当たり、からかっていた。清が徐々に相撲に目覚めてからは、次第に認めるようになる。
猿岳（えんがく）
演 - 小林圭
清の兄弟子。序二段。猿将部屋きってのイケメン力士。SNSにもご執心で大部屋の壁にはファンから送られた物か自撮りかは不明だが自分の写真を沢山貼ってある。熱狂的なファンを持つがゆえに、清の金策に巻き込まれる出来事も。
高橋（たかはし）
演 - めっちゃ
清の兄弟子。序二段。猿河とつるんで清をいびり冷笑していたが、必死で喰らいついてくる清の態度を見ているうちに感化され始める。猿河に対しても「俺だって強くなりたいんですよ！」と言い放ち、遅まきながら清の特訓に付き合うように。
演者のめっちゃはYouTubeでのキャストインタビューで、お笑い芸人ならではの軽快さで「ちゃんこのトリビア」について語り、場を盛り上げている。
石原（いしはら）
演 - 菊池宇晃
清の兄弟子。序ノ口。清の入門後、仲間でも敵になるでもなく、終始やさしく接している。小兵ながらちょろちょろ動き回る愛らしい存在感が部屋の力士たちを和ませている。清の自主猛特訓にもいち早く同行し、猿将部屋を盛り立てた縁の下の力持ち的な存在。
小川正雄（おがわ まさお）
演 - 戌井昭人
猿将部屋・後援会会長。小川建設社長。

#### 龍谷部屋
龍貴（りゅうき）
演 - 佳久創
部屋の親方を父に持つ角界のプリンス。現在大関。精悍な顔立ちと気さくな振る舞いからファンも多く、角界を背負って立つと目されているがその裏で、父からの重圧に耐えかねて人知れず嘔吐するなど苦悩している。
自身の持つ連勝記録を侵させないために静内に八百長を指示した黒幕と疑われてしまう。だが本人はその件には関与しておらず、唯一の味方であった母・弥生が犯人だったことで、心の拠り所さえ失ってしまうこととなる。
龍谷親方（りゅうこくおやかた）
演 - 岸谷五朗
龍貴の父。元横綱・龍舞英貴。角界で相当な権力を持ち、実子の龍貴には重いプレッシャーを掛け続ける。そのため彼が偉業を成しても当然のこととして褒めることはしない。
伊東を教祖とする新興宗教の信者であるような描写がある。
弥生（やよい）
演 - 仙道敦子
龍谷部屋の女将にして龍貴の母。料理が上手く、夫に厳しい言葉を掛けられても柔和に対応する良妻賢母。
龍貴の連勝記録を崩させないよう、伊東を通して静内へ八百長を持ちかけるも、その事実が夫にバレて軽蔑ののち家を追い出されてしまう。
伊東（いとう）
演 - 笹野高史
龍谷部屋のタニマチ。新興宗教組織の会長と思しき描写がある。
八百長疑惑に切り込んできた安井に、暗に家族を人質に取ることを示唆し手を引かせた。「お告げ」という名目で龍谷親方を操っており、それを利用して弥生を追い出させた。
龍栄（りゅうさかえ）
演 - 富栄龍太郎
龍貴の付き人。
龍鳥山（りゅうちょうざん）
演 - 網谷勇志
龍貴の付き人の一人。

#### 虎空部屋
静内（しずうち）
演 - 住洋樹（少年時代：笹原吾守嘉）
本名：静内国彦（しずうち くにひこ）。北海道目梨郡羅臼町出身。顔に大きな火傷痕（経緯は不明）のある新進力士。「化け物のような強さ」と恐れられ、ほとんどの相手を苦もなく負かしてしまうため、稽古の際は親方の指示により利き腕（左腕）を封じているほど。
非常に無口で、劇中では煙草でむせる以外、ほぼ声を出さない。桜が好きなのか、一人でよく公園の桜を見上げている。公園で不貞腐れていた清とも桜の下で出会い、彼からは「フランケン」とあだ名され、たびたび無礼を受けるも、気にしていないのか共に煙草を吸ったりもする。常に無表情であるが、全力を出す前などに微笑むことがある。しかしこの微笑みは過去の母の発言である「悲しいことはこれからも沢山ある。そういう時は 無理してでも笑うの」という台詞のトラウマ描写とも取れる。その微笑みの直後の取組で、友情が築かれようとしていた。
幼少期に起きた事件で死んだ母と幼い弟の死亡現場に、凶器である包丁を持って立っていたという過去がある。その事実を掴んだ安井からは、リークをしない代わりに負けるよう八百長を持ちかけられるも、それを無視し、取組相手である猿桜を必要以上の圧倒的暴力とも取れる張り手で、右耳を引き千切るほどの重傷を負わせて勝利するが、翌日から休場して帰郷し家族の記憶を辿る旅に出た。その実態は母が借金苦から虐待をするようになり、ついには弟と無理心中を遂げた際、居合わせた静内が単に凶器を拾っただけであり、彼は殺害に関与していない。
虎空親方（こくうおやかた）
演 - 石住昭彦

駒虎（こまとら）
演 - 相馬龍輔
たっぷり塩まきの力士。幕内で三役が期待できる力士。しかし、稽古では利き腕を封じた静内に圧倒される。

#### 犬嶋部屋
犬嶋親方（いぬしまおやかた）
演 - 松尾スズキ
元大関・犬牙洋平。現役時代に何度も横綱昇進を阻まれたことから、猿将親方に私怨を抱き、犬猿の仲となっている。あの手この手で猿将部屋を潰そうと画策するも、皮肉にも彼が与えた逆境が、順調とは言い難かった猿将部屋を強固な一団にしていく。

#### 馬山部屋
馬山親方（うまやまおやかた）
演 - おむすび
犬嶋親方から子分のような扱いを受けている。極度の肥満体で、息が荒いのを犬嶋親方に注意される。
馬狩（ばがり）
演 - 岩元駿介
もみあげが特徴の馬山部屋の力士。東京都八王子市出身。犬嶋親方の指示で猿将部屋に出稽古に来る。一度目は意気消沈する猿桜（清）を挑発して暴力沙汰にまで発展する。
馬牙（ばが）
演 - 荒岡流星
馬山部屋の力士。静内に完敗した猿桜が本調子でないうちに、犬嶋親方からの指示で馬山部屋の力士の馬狩らと共に、猿将部屋への嫌がらせのため出稽古に来る。猿将部屋の兄弟子たちに圧勝、不甲斐ない猿桜にも檄を飛ばす。
馬剛（ばごう）
演 - 室田真宏
幕下。沖縄県那覇市出身。オープニングで相撲甚句を歌っている。
馬乃若（うまのわか）
演 - 将軍岡本
幕下。
馬井口
演 - 井口隆洋

#### その他力士及び関係者
熊田（くまだ）
演 - 中尾彬
日本大相撲協会の理事長。花の実父。
猪腰（いのこし）
演 - キャッチャー中澤
序二段。茨城県水戸市出身。猪山部屋。
炎鳥（えんちょう）
演 - 水口剛
小結。

#### 行司
木村昌平
演 - 木村昌稔
三段目行司。
序二段格行司
演 - 鈴木頼太

三役行司
演 - 花ヶ前浩一

十両格行司
演 - 北脇貴士

序ノ口行司
演 - 唐澤一路

その他行司
演 - 畠山三郎

### 関東新聞社
時津敬一郎（ときつ けいいちろう）
演 - 田口トモロヲ
飛鳥の上司。定年間近の大相撲担当記者。当初は猿谷の復活劇を追おうとしていたが、次第に清の魅力にも興味を持っていく。政治部で問題を起こして相撲担当に配属替えになった国嶋飛鳥の世間知らずな言動をいさめながらも、温かく見守っている。
新谷祐輔（しんたに）
演 - 安部賢一
政治部デスク。自身の裁量で飛鳥にヤミ献金の記事を書かせておきながら、上から圧力が掛かるや手の平を返した。飛鳥とは不倫関係でもあった。
西原克利
演 - 藤井宏之
政治部キャップ。事ある毎に飛鳥にイヤミを言う。
時津の部下
演 - 山岸門人

その他社員
演 - 亀田侑樹、山本啓之
喫煙所で接待麻雀および新谷の人事の噂話をする。

### その他
小瀬浩二（おぜ こうじ）
演 - きたろう
清の父。寿司屋「小瀬鮨」を廃業した後は妻と別居、交通整理員のアルバイトなどして生計を立てていたが、仕事中に交通事故に遭い寝たきりとなる。清が静内との二度目の取組に臨む直前に、わずかに体を動かせるようになり、テレビで息子の勇姿を見る目には涙が浮かんでいた。
小瀬早苗（おぜ さなえ）
演 - 余貴美子
清の母。幼い清に愛情を注ぐ良き母であったが、借金で店を潰した浩二に愛想を尽かして出て行って以来、借金をしては踏み倒したり、男を渡り歩いたりなど奔放な生活を送る。浩二のことは忌み嫌っており、夫が寝たきりで口を利けないのを良いことに愛人を連れ込み病院のベッド脇で痛罵するなど、夫婦仲は修復不可能の状態にある。しかし母親としての情は完全に失っておらず、清が力士を解雇されそうになった時は直接東京に乗り込んできて腑抜けた彼を激しく叱咤し、再起のきっかけを作った。
七海（ななみ）
演 - 寺本莉緒
「club 凱旋門」のホステス。福岡県直方市出身。清と同郷であることから意気投合し、彼を翻弄してゆく。女慣れしていない清をあの手この手で誘惑しつつも、決して一線は越えさせず、それどころか彼から財布をスリ盗る悪女である。後述する村田とも繋がりがあった描写があり、清のことは体のいいカモと考えていた。しかしストーリー終盤前に、恋敵だと思った国嶋飛鳥が清の見舞いに来た際には対抗意識を剥きだすなど、物語が進んでいくにつれ清に対する思い入れとも取れる態度を見せるようになる。
部屋にある卒業アルバムは、『古賀 奈々』という女生徒の顔写真の箇所がズタズタに破損しているが、これに関しては最後まで明かされていない。
清と村田の仲違いの腹いせとして村田に利用され、女性としての屈辱を味わわされるが、その後も遠巻きながら清の取組に足を運ぶなど、清への想いは失っていない。
村田拓真（むらた）
演 - 金子大地
IT企業「Coin Bitters」代表取締役社長。軽薄で友好的な性格で、よく意味も知らぬまま猿桜のタニマチを自称する。だがその動機は「力士を従えてると格好いい」というもので、清を不快にさせた。
清の都合も考えずに呼び出す、金を渡して宴会芸を強要するなど横暴な振る舞いを続けるも、ついには清に激怒されビンタによる暴行を受け、美女たちの前で失禁させられる屈辱を味わう。その後、謝罪したいと清を呼び出し、七海を寝取ったのを見せつけたが、清の頭の中はすでに相撲のことで一杯となっており、七海と村田に冷たい一瞥を投げかけてその場を去る。
安井隆二（やすい）
演 - 毎熊克哉
フリーライター。角界のスキャンダルを追って龍谷部屋の八百長疑惑に切り込むも、伊東の脅迫を受けて手を引かざるを得なくなった。
静内美奈子（しずうち みなこ）、静内和馬（しずうち かずま）
演 - 安藤聖、田中瑛央
静内関の母親と弟。
飯田浩一（いいだ こういち）
演 - 維新力浩司
ちゃんこ居酒屋「てっぽう」マスター。元猿将部屋の十両「猿力（えんりき）」。
早苗の愛人
演 - Shavel K
病院の浩二の枕元で早苗とイチャつく黒人。実は日本語を喋る。
宮司
演 - 北見敏之
静内の故郷、北海道目梨郡羅臼町の平和神社の宮司。境内で行われた相撲大会に出場していた静内の昔をよく知る。
服部里美（はっとり さとみ）、服部宥和（はっとり ゆうわ）
演 - 和田光沙、加藤櫻華
猿谷関の妻子。

### ゲスト

#### 第1話
島根（しまね）
演 - 野中隆光
借金取り。浩二が早苗名義で借りた借金を執拗に取り立てる。
木村（きむら）
演 - 河屋秀俊
早苗の愛人。
シェフ
演 - 染谷有香
清が猿将に連れて行かれた鉄板焼屋のシェフ。
チンピラたち
演 - 谷充義、田中亮、小野塚渉悟
門司の学生時代の清に身ぐるみがされるヤンキー。
実況アナ
演 - 藤井康生（第4話・第7話）

#### 第3話
相田こうた（あいだ）
演 - 葵揚（第4話）
猿岳のファン。猿岳に贈るクッキーとパンツの受け渡しを清に頼んだことから知り合いになる。
相撲番記者
演 - 光永聖（第4話）、紺野ふくた（第4話）

トルコ人
演 - Ali Haidar、Nero
来日した学生でアクセサリーを売っていると言って清に近づいたが、実は七海と組んだスリで、清の財布が目当てだった。
交通整理員
演 - 浜島邦明
交通整理するその姿に、清は父親の浩二を重ねてしまう。

#### 第4話
ダンサー
演 - KENZO（DA PUMP）
クラブで清の横で踊るダンサー。
老人
演 - 杉本安生（第5話）
電動4輪で街を移動する男性。空き缶のポイ捨てをする清を叱責する。
実況アナウンサー、実況解説者
演 - 日中泰景（第6話・第8話）、影山巌（第6話・第8話）

#### 第5話
審判部
演 - 矢崎まなぶ、植木紀世彦、福吉寿雄、猪飼公一
幕下取組編成会議の出席者。
モデル
演 - 青山めぐ
猿将が観ているテレビで流れている「ジャパン通販」の番組で商品のロデオマシーンに乗るモデル。
会社員
演 - 平岡亮、花戸祐介
ガード下の居酒屋の外テーブルで飲んでいた猿桜と飛鳥に絡む会社員。
三石（みついし）
演 - 稲健二
猿谷の主治医。

#### 第6話
編集長
演 - 画大
週刊REAL！編集長。安井の後輩。静内に連勝記録を破られそうな龍貴側が、静内に八百長を持ちかけたという内容の記事を安井が持ち込む。
部下
演 - 平塚真介（第7話）
伊東の部下。安井を伊東の乗る車に連れて行く。
オーナー
演 - 岡村まきすけ
伊東と弥生が密会したレストランのオーナー。
安井の別れた妻と娘
演 - 芹澤りな、御守このか（役名：好香）
安井が伊東に車から降ろされた場所は、別れた妻と娘が住むマンションの目の前だった。
女性
演 - 八代みなせ
犬嶋親方と鉄板焼き屋でデートする女性。
ホステス
演 - 奈良岡にこ
安井を接待するホステス。日本が揺れるという安井の次の記事に興味津々。

## スタッフ
- 脚本 - 金沢知樹
- 監督 - 江口カン
- 撮影監督 - 直井康志（JSC）[13]
- 美術 - 安宅紀史[3]
- 照明 - 田中洵[3]
- 録音 - 小松将人[3]
- 編集 - 和田剛、澤井祐美[13]
- アクションコーディネーター - 諸鍛冶裕太、青木哲也、向田翼[13]
- 相撲監修 - 維新力浩司[13]
- 相撲コーディネーター - 網谷勇志
- 音楽プロデューサー - 茂木英興、舘野信博[13]
- アソシエイトプロデューサー - 飯田美保、武石宏登[13]
- ラインプロデューサー - 小川勝広[13]
- プロダクションスーパーバイザー - 福島聡司[13]
- エグゼクティブ・プロデューサー - 坂本和隆（Netflix コンテンツ・アクイジション部門ディレクター）[3]
- プロデューサー - 藤田大輔[3]
- 制作 - SLOWTIDE
- 製作 - Netflix

## 配信日程
| 配信回      | 配信日 | 配信時間 |
| ----------- | ------ | -------- |
| エピソード1 | 5月4日 | 60分     |
| エピソード2 | 5月4日 | 48分     |
| エピソード3 | 5月4日 | 50分     |
| エピソード4 | 5月4日 | 52分     |
| エピソード5 | 5月4日 | 54分     |
| エピソード6 | 5月4日 | 54分     |
| エピソード7 | 5月4日 | 65分     |
| エピソード8 | 5月4日 | 31分     |